# Południowoazjatyckie Stowarzyszenie Współpracy Regionalnej
Południowoazjatyckie Stowarzyszenie Współpracy Regionalnej (SAARC) – organizacja polityczna i gospodarcza, w skład której wchodzi osiem krajów Południowej Azji. 
Zostało ono utworzone 8 grudnia 1985 r.  przez Indie, Pakistan, Bangladesz, Sri Lankę, Nepal, Malediwy i Bhutan. W kwietniu 2007, na szczycie Stowarzyszenia, Afganistan stał się jego ósmym członkiem.

## Historia
Po raz pierwszy pomysł stworzenia bloku handlowego składającego się z państw Azji Południowej pojawił się w końcu lat 70. XX wieku i wyszedł od prezydenta Bangladeszu Ziaura Rahmana. Pomysł współpracy regionalnej powrócił w maju 1980 r. Zagraniczni sekretarze z siedmiu krajów po raz pierwszy spotkali się w kwietniu 1981 r. w Colombo. Wszystkie państwa spotkały się w tym samym miejscu jeszcze w sierpniu 1981 r. i ustaliły pięć obszarów współpracy regionalnej, do których z czasem dodawano kolejne obszary.
Deklaracja w sprawie współpracy regionalnej w Azji Południowej została przyjęta przez ministrów spraw zagranicznych w 1983 w Nowym Delhi. Podczas spotkania ministrów powstał również Zintegrowany Program Działań (IPA) w dziewięciu obszarach uzgodnionych, a mianowicie w: rolnictwie, rozwoju obszarów wiejskich; Telekomunikacji; Meteorologii; Zdrowiu i Ludności; Transporcie; Usługach pocztowych; Nauce i Technologii, sporcie, sztuce i Kulturze. Południowo-Azjatyckie Stowarzyszenie Współpracy Regionalnej (SAARC) zostało powołane w dniu 8 grudnia 1985 przez szefów państw lub rządów Bangladeszu, Bhutanu, Indii, Malediwów, Nepalu, Pakistanu i Sri Lanki. Wtedy też została przyjęta Karta zawierające cele stowarzyszenia..

## Cele stowarzyszenia
- dążenie do poprawy jakości życia narodów Azji Południowej;
- dążenie do przyspieszenia wzrostu gospodarczego, postępu społecznego i kulturalnego rozwoju w tym regionie oraz do zapewnienia wszystkim osobom możliwość godnego życia;
- propagowanie i wzmacnianie współpracy między państwami Azji Południowej;
- przyczynianie się do wzmacniania więzi i dążenie do wspólnego rozwiązywania problemów;
- promowanie aktywnej współpracy i wzajemnej pomocy w dziedzinie gospodarczej, społecznej, kulturalnej, technicznej i naukowej;
- wzmocnienie współpracy z innymi krajami rozwijającymi się;
- zacieśnienie współpracy między sobą na forum międzynarodowym w sprawach będących przedmiotem wspólnego zainteresowania;
- wzmacnianie współpracy z organizacjami międzynarodowymi i regionalnymi o podobnych celach.

## Siedziba i członkowie
Siedziba stowarzyszenia znajduje się w Katmandu od 16 stycznia 1987.
Aktualni członkowie to: 
- Islamska Republika Afganistanu
- Ludowa Republika Bangladeszu
- Królestwo Bhutanu
- Republika Indii
- Republika Malediwów
- Federalna Demokratyczna Republika Nepalu
- Islamska Republika Pakistanu
- Demokratyczno-Socjalistyczna Republika Sri Lanki

Poza oficjalnymi członkami stowarzyszenie posiada też obserwatorów. Są nimi:
- Związek Australijski
- Chińska Republika Ludowa
- Unia Europejska
- Islamska Republika Iranu
- Japonia
- Republika Mauritiusu
- Republika Związku Mjanmy
- Republika Korei
- Stany Zjednoczone

## Lista szczytów Stowarzyszenia
- 1. Dhaka,Bangladesz, 7–8 grudnia 1985
- 2. Bangalore, Indie, 16–17 listopada 1986
- 3. Katmandu, Nepal, 2–4 listopada 1987
- 4. Islamabad, Pakistan, 29–31 grudnia 1988
- 5. Male, Malediwy, 21–23 listopada 1990
- 6. Colombo, Sri Lanka, 21 grudnia 1991
- 7. Dhaka, Bangladesz, 10–11 kwietnia 1993
- 8. Nowe Delhi, Indie, 2–4 maja 1995
- 9. Male, Malediwy, 12–14 maja 1997
- 10. Colombo, Sri Lanka, 29–31 lipca 1998
- 11. Katmandu, 4–6 stycznia 2002
- 12. Islamabad, Pakistan, 2–6 stycznia 2004
- 13. Dhaka, Bangladesz, 12–13 listopada 2005
- 14. Nowe Delhi, 3–4 kwietnia 2007
- 15. Colombo, Sri Lanka, 1–3 sierpnia 2008

## Sekretarze generalni Stowarzyszenia
- Abul Ahsan (Bangladesz) od 16 stycznia 1987 do 15 października 1989
- Kant Kishore Bhargava (Indie) od 17 października 1989 do 31 grudnia 1991
- Ibrahim Hussain Zaki (Malediwy) od 1 stycznia 1992 do 31 grudnia 1993
- Yadav Kanta Silwal (Nepal) od 1 stycznia 1994 do 31 grudnia 1995
- Naeem U. Hasan (Pakistan) od 1 stycznia 1996 do 31 grudnia 1998
- Nihal Rodrigo (Sri Lanka) od 1 stycznia 1999 do 10 stycznia 2002
- Qama Rahim (Bangladesz) od 11 stycznia 2002 do 28 lutego 2005
- Lyonpo Chenkyab Dorji (Bhutan) od 1 marca 2005 do 29 lutego 2008
- Sheel Kanta Sharma (Indie) od 1 marca 2008 do 28 lutego 2011
- Fathimath Dhiyana Saeed (Malediwy) od 1 marca 2011 do 11 marca 2012
- Ahmed Saleem (Malediwy) od 12 marca 2012 do 28 lutego 2014
- Arjun Bahadur Thapa (Nepal) od 1 marca 2014 do 28 lutego 2017
- Amjad Hussain B Sial (Pakistan) od 1 marca 2017